# 헬 (미시간주)

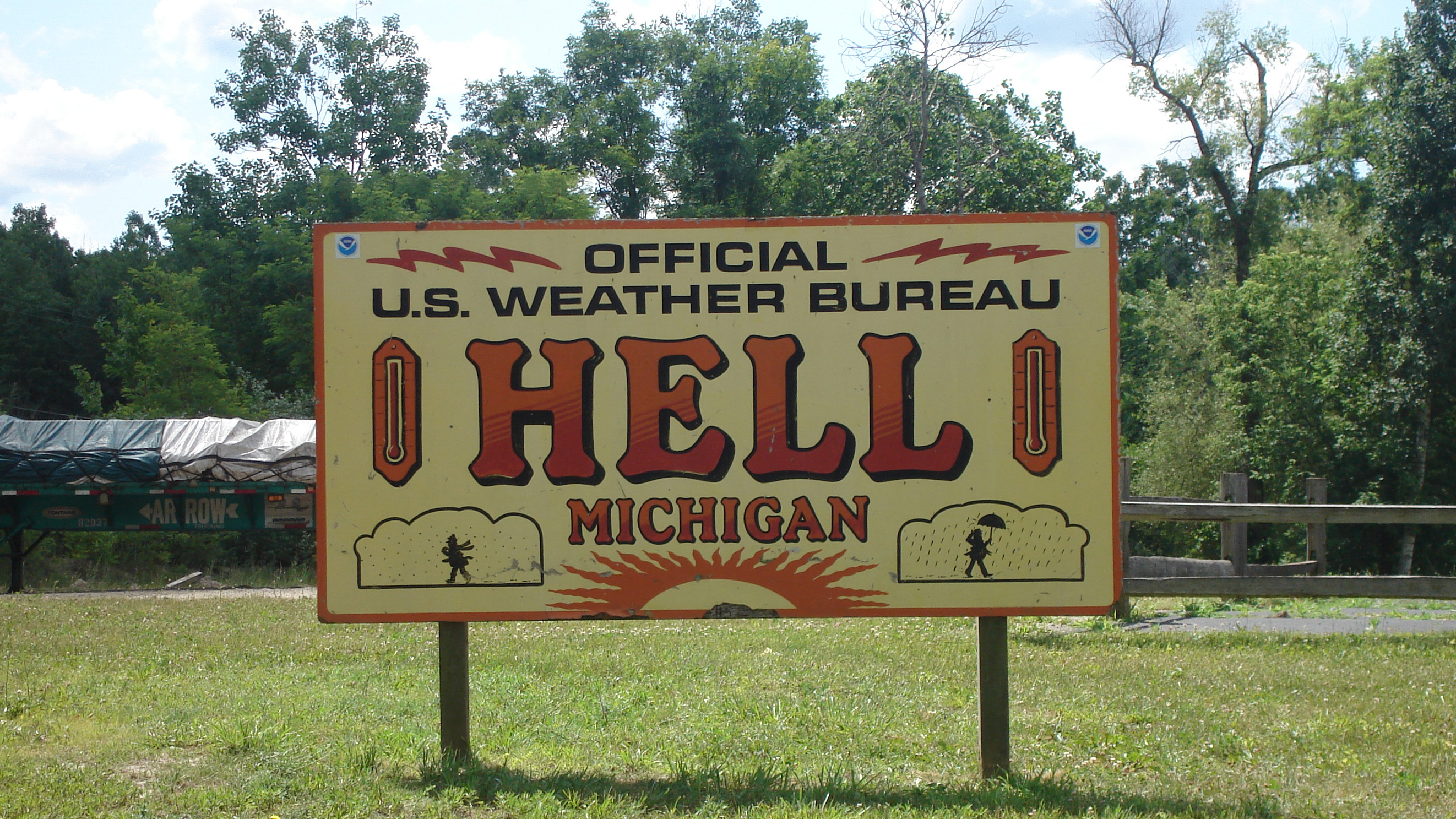
헬에 있는 미국 기상관측소 표지판.

헬(Hell)은 미국 미시간주 리빙스턴 카운티에 위치한 도시이다. 앤아버에서 북서쪽으로 약 25km 떨어진 지점에 위치해있으며, 특이한 지명에 선정되었다.